# Liste der Baudenkmäler in Isselburg
Die Liste der Baudenkmäler in Isselburg enthält die denkmalgeschützten Bauwerke auf dem Gebiet der Stadt Isselburg im Kreis Borken in Nordrhein-Westfalen (Stand: März 2016). Diese Baudenkmäler sind in der Denkmalliste der Stadt Isselburg eingetragen; Grundlage für die Aufnahme ist das Denkmalschutzgesetz Nordrhein-Westfalen (DSchG NRW).

## Allgemein
- Bild: Bild des Kulturdenkmals, ggf. zusätzlich mit einem Link zu weiteren Fotos des Kulturdenkmals im Medienarchiv Wikimedia Commons
- Bezeichnung: Name des Kulturdenkmals
- Lage: Straßenname und Hausnummer oder Flurstücknummer des Kulturdenkmal, gegebenenfalls auch den Ortsteil. Die Grundsortierung der Liste erfolgt nach dieser Adresse. Der Link (Karte) führt zu verschiedenen Kartendiensten mit der Position des Kulturdenkmals. Fehlt dieser Link, wurden die Koordinaten noch nicht eingetragen. Sind diese bekannt, können sie über ein Tool mit einer Kartenansicht einfach nachgetragen werden. In dieser Kartenansicht sind Kulturdenkmale ohne Koordinaten mit einem roten bzw. orangen Marker dargestellt und können durch Verschieben auf die richtige Position in der Karte mit Koordinaten versehen werden. Kulturdenkmale ohne Bild sind an einem blauen bzw. roten Marker erkennbar.
- Beschreibung: Kurzcharakteristik des Kulturdenkmals
- Bauzeit: Baubeginn, Fertigstellung, Datum der Erstnennung oder grobe zeitliche Einordnung entsprechend des Eintrags in der zuständigen Denkmaldatenbank
- Eingetragen seit: Datum der Erfassung in der zuständigen Denkmaldatenbank

## Baudenkmäler

### Anholt
| Bild                              | Bezeichnung                           | Lage                                          | Beschreibung | Bauzeit | Eingetragen seit | Denkmal- nummer |
| --------------------------------- | ------------------------------------- | --------------------------------------------- | ------------ | ------- | ---------------- | --------------- |
| Stadtbefestigung Anholt           | Stadtbefestigung Anholt               |                                               |              |         |                  | 48              |
| Schloss Anholt                    | Schloss Anholt                        | Karte                                         |              |         |                  | 50              |
| BW                                | Nadorp – Bildstöcke                   | Karte                                         |              |         |                  | 38              |
| weitere Bilder                    | Wasserburg Anholt (Haupt- u. Vorburg) | Karte                                         |              |         |                  | 28              |
|                                   | Thuilots Mauer                        |                                               |              |         |                  | 30              |
| BW                                | Wohnhaus (Bellevue)                   | Adolf-Donders-Allee 30 Karte                  |              |         |                  | 10              |
| BW                                | Statue Hl. Augusta                    | Augustastraße 8 Karte                         |              |         |                  | 15              |
| BW                                | Haus Penekamp                         | Breels 9 Karte                                |              |         |                  | 12              |
| Haus Hardenberg                   | Haus Hardenberg                       | Dwarsefeld Karte                              |              |         |                  | 4               |
| BW                                | Fachwerkkapelle                       | Dwarsefeld Karte                              |              |         |                  | 14              |
| Jüdischer Friedhof                | Jüdischer Friedhof                    | Dwarsefeld Karte                              |              |         |                  | 52              |
| Hochkreuz Friedhofskapelle        | Hochkreuz Friedhofskapelle            | Friedhof Karte                                |              |         |                  | 2               |
| Grabmal Rensing                   | Grabmal Rensing                       | Friedhof Karte                                |              |         |                  | 3               |
| Wallanlage                        | Wallanlage                            | Gendringer Straße / Adolf-Donders-Allee Karte |              |         |                  | 5               |
| BW                                | Wohnhäuser                            | Isselburger Straße 2- 6 Karte                 |              |         |                  | 9               |
| Rathaus                           | Rathaus                               | Markt Karte                                   |              |         |                  | 7               |
| Evangelische Kirche               | Evangelische Kirche                   | Markt 2 Karte                                 |              |         |                  | 8               |
| weitere Bilder                    | Turmwindmühle                         | Mühlenberg 8 Karte                            |              |         |                  | 1               |
| BW                                | Kutscherhaus                          | Peenekamp 5 Karte                             |              |         |                  | 53              |
| Fürstliche Gruftkapelle           | Fürstliche Gruftkapelle               | Regniet 2 Karte                               |              |         |                  | 11              |
| weitere Bilder                    | Historisches Schlossareal             | Schloss 2, 4, 6 Karte                         |              |         |                  | 34              |
| Katholische Kirche St. Pankratius | Katholische Kirche St. Pankratius     | Steinweg 2 Karte                              |              |         |                  | 6               |
| BW                                | Kath. Pastorat St. Pankratius         | Steinweg 6 Karte                              |              |         |                  | 13              |

### Isselburg
| Bild                          | Bezeichnung                     | Lage                             | Beschreibung | Bauzeit | Eingetragen seit | Denkmal- nummer |
| ----------------------------- | ------------------------------- | -------------------------------- | ------------ | ------- | ---------------- | --------------- |
| Statue Philipp Melanchthon    | Statue Philipp Melanchthon      | Alleestraße 16 Karte             |              |         |                  | 26              |
| Wohnhaus                      | Wohnhaus                        | Bruchstraße 9 Karte              |              |         |                  | 54              |
| Wohnhaus                      | Wohnhaus                        | Isselstraße 13 Karte             |              |         |                  | 51              |
| Wohnhaus Belting – Langkamp   | Wohnhaus Belting – Langkamp     | Langkampweg 1 Karte              |              |         |                  | 16              |
| BW                            | Erbbegräbnisstätte Nering-Bögel | Minervastraße 2 Karte            |              |         |                  | 27              |
| Wohnhaus                      | Wohnhaus                        | Minervastraße 4 Karte            |              |         |                  | 33              |
| Wohnhaus (Hausfassade)        | Wohnhaus (Hausfassade)          | Minervastraße 27 Karte           |              |         |                  | 37              |
| Kath. Kirche St. Bartholomäus | Kath. Kirche St. Bartholomäus   | Münsterdeich 2 Karte             |              |         |                  | 22              |
| Befestigungsturm              | Befestigungsturm                | Münsterdeich Karte               |              |         |                  | 23              |
| Wohnhaus                      | Wohnhaus                        | Wilhelmstraße 2 Karte            |              |         |                  | 24              |
| Evangelische Kirche           | Evangelische Kirche             | Wilhelmstraße / Parkstraße Karte |              |         |                  | 25              |

### Herzebocholt
| Bild | Bezeichnung                      | Lage                  | Beschreibung | Bauzeit | Eingetragen seit | Denkmal- nummer |
| ---- | -------------------------------- | --------------------- | ------------ | ------- | ---------------- | --------------- |
| BW   | Kath. Kapelle Hl. Dreifaltigkeit | Zum Hagebrook 3 Karte |              |         |                  | 17              |

### Vehlingen
| Bild           | Bezeichnung   | Lage                | Beschreibung | Bauzeit | Eingetragen seit | Denkmal- nummer |
| -------------- | ------------- | ------------------- | ------------ | ------- | ---------------- | --------------- |
| weitere Bilder | Turmwindmühle | Windmühlenweg Karte |              |         |                  | 32              |

### Werth
| Bild                    | Bezeichnung                     | Lage                             | Beschreibung                                                                                             | Bauzeit | Eingetragen seit | Denkmal- nummer |
| ----------------------- | ------------------------------- | -------------------------------- | --- | ------- | ---------------- | --------------- |
| Burganlage Werth        | Burganlage Werth                | Karte                            | |         |                  | 40              |
| Herz-Jesu-Statue        | Herz-Jesu-Statue                | Binnenstraße Karte               | |         |                  | 29              |
| weitere Bilder          | Rathaus                         | Binnenstraße / Deichstraße Karte | |         |                  | 19              |
| Wohnhaus (Fassade)      | Wohnhaus (Fassade)              | Binnenstraße 5 Karte             | Haus Schnieder, schlichtes zweigeschossiges Haus in Feldbrandsteinmauerwerk, einseitiges Krüppelwalmdach | 1880    |                  | 36              |
| weitere Bilder          | Evangelische Kirche             | Binnenstraße 13 Karte            | |         |                  | 20              |
| weitere Bilder          | Kath. Kirche St. Peter und Paul | Binnenstraße 20 Karte            | |         |                  | 31              |
| Wohnhaus                | Wohnhaus                        | Deichstraße 31 Karte             | |         |                  | 35              |
| Wohnhaus „Weißes Pferd“ | Wohnhaus „Weißes Pferd“         | Deichstraße 44 Karte             | |         |                  | 18              |
| weitere Bilder          | Turmwindmühle                   | Zur Mühle Karte                  | |         |                  | 21              |